# Седерманланд (ландскап)
Седерманланд (швед. Landskap Södermanland) — історична провінція (ландскап) у південно-східній частині центральної Швеції, в регіоні Свеаланд. Існує лише як історико-культурне визначення. Територіально входить до складу ленів Седерманланд, Стокгольм, Вестманланд і Естерйотланд.

## Географія
Седерманланд межує на півночі з Вестманландом і Уппландом, на півдні з Естерйотландом, на заході з Нерке, а зі сходу його омивають води Балтійського моря.

## Історія
Християнство в Седерманланді поширилося близько 1100 року, а в XII ст. Стренгнес став центром єпископства. Як єдиний судовий округ згадується в джерелах від ХІІІ ст.
Король Швеції Карл XIII носив титул герцога Седерманландського.

## Адміністративний поділ
Ландскап Седерманланд є традиційною провінцією Швеції і не відіграє адміністративної ролі.

### Населені пункти
Більші міста й містечка:
- Стокгольм (частково)
- Ескільстуна
- Седертельє
- Тумба
- Ничепінг

## Символи ландскапу
- Рослина: латаття біле
- Птах: скопа
- Риба: лящ

## Галерея

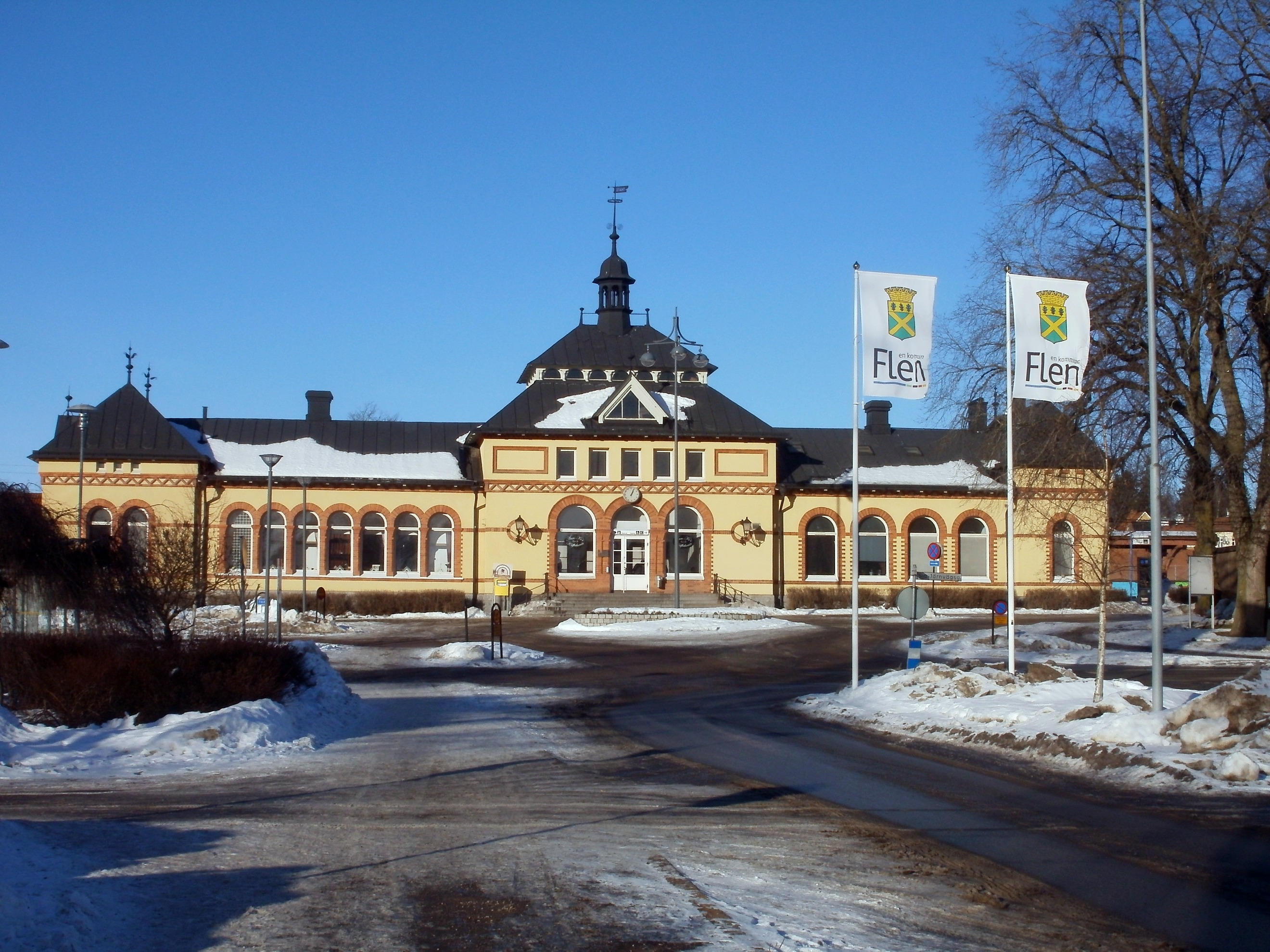
Залізничний фокзал у Флені
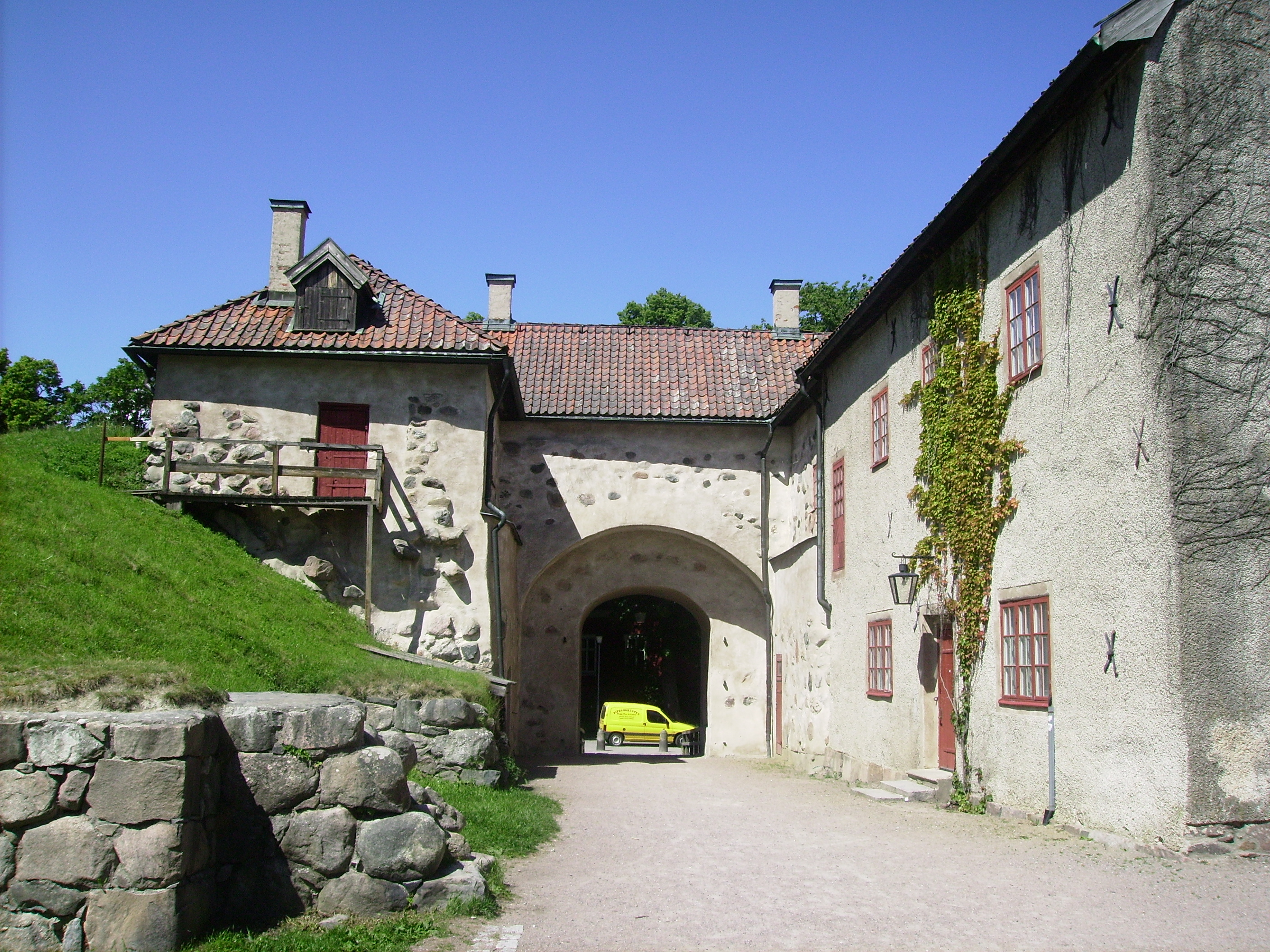
Замок у Ничепінгу
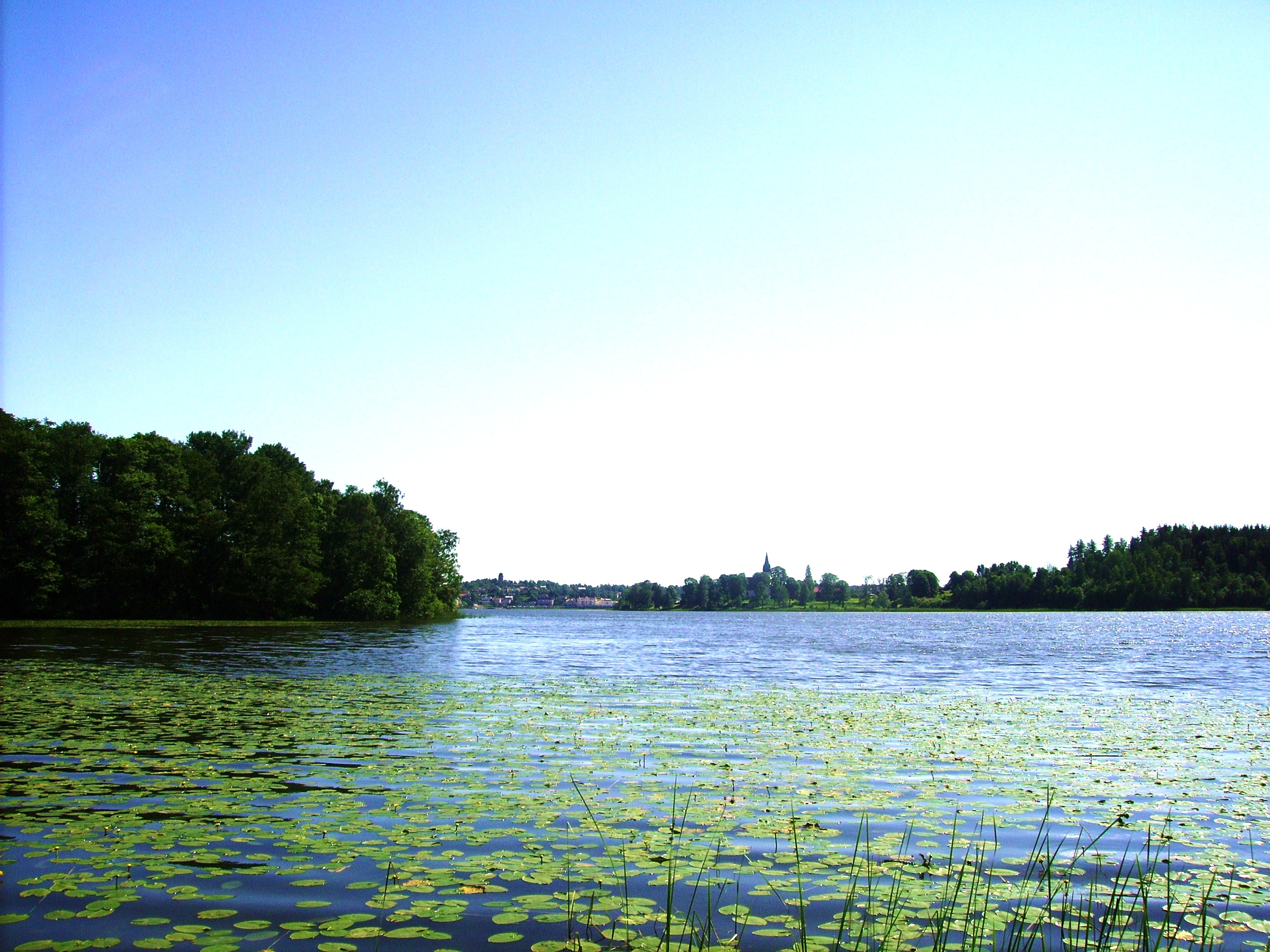
Озеро Фрешен
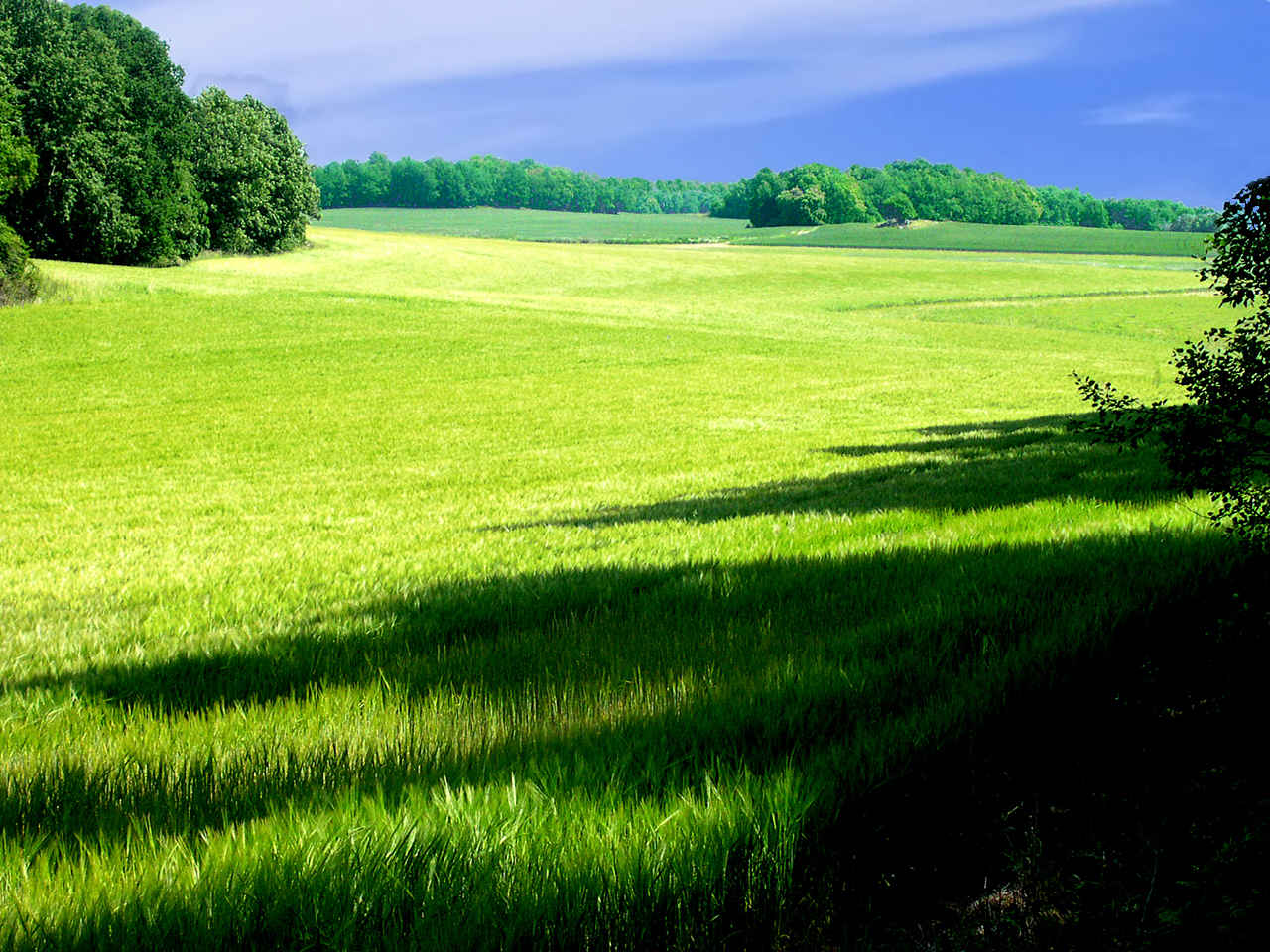
Ландшафт Седерманланду